# Estuaire de Muni
L'estuaire de Muni est un estuaire de plusieurs rivières situé dans la province du Litoral en Guinée équatoriale, à la frontière avec le Gabon. Il est formé par les rivières Congue, Mitong Mandyani, Mitimele, Utamboni et Mven,.